# Rust Never Sleeps
Rust Never Sleeps je album kanadského hudebníka Neila Younga a americké skupiny Crazy Horse, které vyšlo 2. července 1979
u Reprise Records. Většina písní byla nahrána živě a po té doupravena ve studiu.Young použil název Rust Never Sleeps
pro turné Crazy Horse jako výraz, kterým popírá uměleckou stagnaci a naopak ohlašuje nový progresivnější přístup
kapely na svých živých vystoupeních.

## Nahrávání alba
Část písní byla nahrána živě v San Francisském The Boarding House a během turné Crazy Horse na konci roku 1978.
Hluk z hlediště byl odstraněn, avšak na několika místech je patrný, nejvíce u první a poslední skladby.
Album je rozděleno do akustické a elektrické části, píseň "Hey Hey, My My" je zde zahrána akusticky Youngem samotným,
tato verze album otevírá a elektricky s kapelou stejná píseň album zavírá.
"My My, Hey Hey (Out of the Blue)", Thrasher and "Ride My Llama" byly natočeny živě v Boarding House začátkem roku 1978
a všechny písně z druhé poloviny desky byly pořízeny během turné na konci roku 1978. Dvě písně z alba živě nahrány
nebyly: "Sail Away" byla nahrána v průběhu nebo až po natáčení alba Comes a Time a píseň "Pocahontas" byla
nahrána sólově Youngem někdy v roce 1975.
Neil také vydal filmovou verzi alba pod stejným názvem. Na konci roku 1979 Young a Crazy Horse vydali koncertní desku Live Rust,
na které, byly použity jak písně z alba Rust Never Sleeps, tak i klasické koncertní písně kapely. Název Rust Never Sleeps je
původně  sloganem firmy Rust-Oleum, která se zabývala výrobou ochranných barev proti korozi a byl navržen Markem
Mothersbaughem z kapely Devo.

## Seznam skladeb
| Pořadí | Název                            | Autor                      | Délka |
| ------ | -------------------------------- | -------------------------- | ----- |
| 1.     | My My, Hey Hey (Out of the Blue) | Neil Young, Jeff Blackburn | 3:45  |
| 2.     | Thrasher                         | Young                      | 5:38  |
| 3.     | Ride My Llama                    | Young                      | 2:29  |
| 4.     | Pocahontas                       | Young                      | 3:22  |
| 5.     | Sail Away                        | Young                      | 3:46  |
| 6.     | Powderfinger                     | Young                      | 5:30  |
| 7.     | Welfare Mothers                  | Young                      | 3:48  |
| 8.     | Sedan Delivery                   | Young                      | 4:40  |
| 9.     | Hey Hey, My My (Into the Black)  | Young, Blackburn           | 5:18  |

## Obsazení
- Neil Young – kytara, harmonika, zpěv
- Frank „Pancho“ Sampedro – kytara, zpěv
- Billy Talbot – baskytara, zpěv
- Ralph Molina – bicí, zpěv
- Nicolette Larson – zpěv
- Joe Osborn – baskytara
- Karl T. Himmel - bicí na "Sail Away"